# مزلوق
بلدية مزلوق (بالفرنسية: Mezloug) هي إحدى البلديات الجزائرية التابعة إداريا وإقليميا إلى دائرة عين أرنات الكائنة في ولاية سطيف ، تقع جنوب ولاية سطيف وعلى جنوب مركز الولاية مدينة سطيف تبعد عنها بـ 11 كلم.،بلغ تعدادها السكاني حوالي 17ألف نسمة تقريباً سنة 2008.

## مواضيع ذات صلة

### وصلات داخلية
- الجزائر
- ولاية سطيف
- دائرة عين أرنات

## وصلات خارجية
- موقع ولاية سطيف
- مدونة التربية والتعليم (موقع مديرية التربية لولاية سطيف)
- مديرية التجارة لولاية سطيف
- إذاعة سطيف (البث الحي)
- الموقع الرسمي لمديرية التخطيط والتهيئة العمرانية لولاية سطيف
- La Compagnie genevoise des colonies suisses de Sétif الشركة الجنيفية للمستعمرات السويسرية
- سطيف انفو - عربي، فرنسي
- السطايفي - سطيف الجزائر - فرنسي
- سطيف نت - عربي، فرنسي، أمازيغي
- سطيف - فرنسي